# Plavé Vozokany
Plavé Vozokany (bis 1927 slowakisch „Vozokany“; ungarisch Fakóvezekény) ist eine Gemeinde im Westen der Slowakei mit 768 Einwohnern (Stand 31. Dezember 2024), die zum Okres Levice, einem Teil des Nitriansky kraj, gehört.

## Geographie
Die Gemeinde befindet sich im Ostteil des slowakischen Donautieflands, genauer noch am Ostrand des Hügellands Pohronská pahorkatina, im sanften Tal des Baches Vozokánsky potok. Das Ortszentrum liegt auf einer Höhe von 185 m n.m. und ist 19 Kilometer von Želiezovce sowie 26 Kilometer von Levice entfernt.
Nachbargemeinden sind Bardoňovo im Norden, Tekovské Lužany im Nordosten und Osten, Málaš im Südosten, Čaka im Süden und Dedinka im Westen.

## Geschichte
Der Ort wurde zum ersten Mal 1327 als Wezeken schriftlich erwähnt und war zunächst Besitz des örtlichen Landadels, danach der Familien Varádi und Kelechényi. 1534 entrichteten die Einwohner eine Steuer in Höhe von sechs Porta. Anfang des 17. Jahrhunderts wurde Plavé Vozokany von den osmanischen Truppen in Mitleidenschaft gezogen, 1657 war das Dorf verwüstet. 1746 kam der Besitz in die Hände des Geschlechts Hunyady. 1828 zählte man 71 Häuser und 481 Einwohner, die als Landwirte beschäftigt waren.
Bis 1919 gehörte der im Komitat Bars liegende Ort zum Königreich Ungarn und kam danach zur Tschechoslowakei beziehungsweise heute Slowakei. Von 1938 bis 1945 war er auf Grund des Ersten Wiener Schiedsspruchs noch einmal Teil Ungarns.

## Bevölkerung
| Jahr                | 1994 | 2004    | 2014    | 2024    |
| ------------------- | ---- | ------- | ------- | ------- |
| Anzahl der Personen | 928  | 866     | 810     | 768     |
| Unterschied         |      | −6,68 % | −6,46 % | −5,18 % |

| Jahr                | 2023 | 2024    |
| ------------------- | ---- | ------- |
| Anzahl der Personen | 755  | 768     |
| Unterschied         |      | +1,72 % |

Nach der Volkszählung 2011 wohnten in Plavé Vozokany 900 Einwohner, davon 717 Slowaken, 45 Magyaren, sechs Roma, zwei Tschechen sowie jeweils ein Bulgare, Mährer, Pole und Russe. Ein Einwohner gab eine andere Ethnie an und 125 Einwohner machten keine Angabe zur Ethnie.
356 Einwohner bekannten sich zur römisch-katholischen Kirche, 312 Einwohner zur Evangelischen Kirche A. B., 26 Einwohner zu den Zeugen Jehovas, fünf Einwohner zur reformierten Kirche, drei Einwohner zur evangelisch-methodistischen Kirche, zwei Einwohner zur orthodoxen Kirche und ein Einwohner zu den Baptisten; ein Einwohner bekannte sich zu einer anderen Konfession. 60 Einwohner waren konfessionslos und bei 134 Einwohnern wurde die Konfession nicht ermittelt.

## Baudenkmäler
- evangelische Toleranzkirche aus dem Ende des 18. Jahrhunderts, der Turm wurde 1837 hinzugebaut